# Habenaria ventricosa
Habenaria ventricosa är en orkidéart som beskrevs av Charles Frappier och Eugène Jacob de Cordemoy. Habenaria ventricosa ingår i släktet Habenaria och familjen orkidéer.
Artens utbredningsområde är Réunion. Inga underarter finns listade i Catalogue of Life.